# Athyrium praetermissum x solenopteris
Athyrium praetermissum x solenopteris là một loài dương xỉ trong họ Athyriaceae. Loài này được Sledge mô tả khoa học đầu tiên năm 1956.
Danh pháp khoa học của loài này chưa được làm sáng tỏ. 